# Dwayne Bowe
Pour les articles homonymes, voir Bowe.
(en) Statistiques sur pro-football-reference
Dwayne Lorenzo Bowe, né le 21 septembre 1984 à Miami (Floride), est un joueur américain de football américain évoluant au poste de wide receiver.

## Biographie
Étudiant à l'université d'État de Louisiane, il joua pour les Tigers de LSU.
Il fut drafté en 2007 à la 23e place (premier tour) par les Chiefs de Kansas City. 
En mars 2015, il signe aux Browns de Cleveland.